# Vaishali Samant
Vaishali Samant es una compositora, productora y cantante de playback  india. Se dio a conocer con su primer tema musical titulado "Aika Dajiba", que fue todo un éxito en India. Su canción más conocida es "Chalka Re", que fue interpretada para una película titulada "Saathiya". La canción fue escrita y compuesta por A.R. Rahman. Su carrera musical empezó en el 2003 y fue ganadora en la entrega de los premios "Asia MTV Music Awards", organizado en Singapur en el 2004.

## Como cantante de playback
| Año  | Película                     | Canción                               |
| ---- | ---------------------------- | ------------------------------------- |
| 1999 | Taal                         | "Kya Dekh Rahe Ho Tum" "Taal Se Taal" |
| 2000 | Alaipayuthey                 | "Yaro Yarodi"                         |
| 2001 | Lagaan                       | "Radha Kaise Na Jale"                 |
| 2002 | Saathiya                     | "Chalka Chalka Re"                    |
| 2003 | Kaise Kahoon Ke... Pyaar Hai |                                       |
| 2004 | Girlfriend (2004 film)       | "Suno To Jaana Jaana"                 |
| 2005 | Dil Jo Bhi Kahey...          | "C'est La Vie"                        |
| 2005 | Home Delivery (film)         |                                       |
| 2008 | Chamku                       |                                       |
| 2010 | Mirch                        | "Zindagi Tu Hi Bata"                  |